# Pierre Raetz
Pour les articles homonymes, voir Raetz.
Pierre Raetz, né le 3 décembre 1936 à Neuchâtel et mort d'un cancer le 9 octobre 2016, est un peintre suisse.

## Biographie
Il entre à l'école des beaux-Arts à Lausanne et poursuit ses études à Paris. Il séjourne à Montréal et depuis 1970, il vit et travaille à Bâle et séjourne par intermittence à New-York.
Pierre Raetz a obtenu différentes bourses et prix. Il a exposé individuellement et dans des collectives en Allemagne, Belgique, Pologne, États-Unis, France, Égypte et en Suisse. 
Son parcours est ponctué de plusieurs rencontres déterminantes, dont celles avec Jacques Chessex, Friedrich Dürrenmatt et Jean-Louis Ferrier.
Du 18 octobre au 9 décembre 2016, une rétrospective de ses œuvres est exposée au Théâtre du Passage à Neuchâtel .